# Sigram Schindler
Sigram Schindler (* 1. Februar 1936 in Łódź; † 10. Juni 2025 in Berlin) war ein deutscher Hochschullehrer und Unternehmer.

## Biografie
Schindler war Sohn des Kaufmanns Hugo Schindler und dessen Ehefrau Alice. Nach dem Abitur 1956 studierte Schindler Mathematik und Physik in Berlin. Nach seiner Diplomarbeit zur nichtrelativistischen Theorie der Elementarteilchen (Schrödinger-Theorie) war er als Assistent an der TU Berlin tätig und verfasste eine Dissertation zur Satellitenmechanik (Optimale Orbit-Transfers). Seine Habilitation erfolgte im Fachgebiet Betriebssysteme der Informatik. 1971 war Schindler Mitbegründer der Informatik-Ausbildung an deutschen Universitäten. Zeitgleich war er an der Vorbereitung, Detaildefinition, Gründung und administrativen Implementierung des Fachbereichs Informatik an der TU Berlin beteiligt. Seit 1972 war er Hochschullehrer für Betriebssysteme (später auch Kommunikationssysteme) im Fachbereich Informatik an der TU Berlin, seit 1974 ordentlicher Professor in diesem Fachgebiet – nach mehreren Rufen anderer Universitäten. Bis zu seiner Emeritierung im Jahr 2001 war er Mitarbeiter zahlreicher nationaler und internationaler Gremien zur Weiterentwicklung, Förderung und Standardisierung zukünftiger IT-Techniken, insbesondere der LAN-, Telekommunikations-, Text- und Sicherheits-Techniken.
1983 gründete Schindler die TELES GmbH. 1997 wurde Schindler vom Manager Magazin zum High-Tech-Manager des Jahres gewählt. Seit 2002 war er Mitglied des Wirtschaftsrats der CDU und Mitglied im Verband der Anbieter von Telekommunikations- und Mehrwertdiensten.